# Short Message Service Centre
Short Message Service Centre (SMSC) ist ein Bestandteil des GSM, UMTS, LTE und 5G Mobilfunkstandards. Es ist für die Speicherung, Weiterleitung, Konversion und die Auslieferung von Nachrichten des Short Message Service zuständig.
Die vollständige Bezeichnung in den Spezifikationsdokumenten der 3GPP Standardisierungsgremium lautet Short Message Service - Service Centre (SMS-SC).

## Funktion
Die zu implementierenden Funktionen und Fähigkeiten eines SMS-SC sind durch die 3GPP nur stichwortartig, die zu verwendenden Protokolle nur in Form eines unverbindlichen Vorschlags spezifiziert.
Häufig wird der Begriff SMSC jedoch für die gesamte Übertragungskette für Kurznachrichten innerhalb des Mobilfunknetzes verwendet.
Das eigentliche SMS-SC übernimmt hierbei die folgenden Aufgaben:
- Auslieferung von Kurznachrichten an Mobilteilnehmer
- Empfang von Kurznachrichten von Mobilteilnehmern
- Verarbeitung der Auslieferungsbestätigung von Nachrichten aus dem MSC
- Verarbeitung der Auslieferungsbestätigung von Nachrichten aus dem Festnetz
- Beachtung der in den Nachrichten vorhandenen Gültigkeitsdauer
- Erzeugung eines eindeutigen Zeitstempels in Kurznachrichten
- Versand von Zustellbestätigungen an Mobilteilnehmer
- Versand von Zustellbestätigungen an das Festnetz
- Überschreiben von Kurznachrichten in mobilen Endgeräten

### Versand
Eine Kurznachricht, die ein Endgerät im Mobilfunknetz versendet, wird als SM MO (Short Message Mobile Originated) bezeichnet. Die dabei ausgelösten Prozesse sind:
- Die Nachricht wird vom Endgerät an das MSC übertragen
- Das MSC holt Informationen beim VLR über den absendenden Teilnehmer ein. Diese können aus Hinweisen über Sperren des Teilnehmers oder gebuchten Zusatzdiensten bestehen
- Falls die empfangenen Informationen dem nicht entgegenstehen, leitet das MSC die Nachricht an ein SMS-IWMSC (SMS-InterWorking MSC) weiter
- Das SMS-IWMSC holt beim HLR des Zielteilnehmers Informationen über den zu verwendenden Nachrichtenweg ein
- Das SMS-IWMSC leitet die Nachricht an ein geeignetes SMS-SC weiter

### Empfang
Eine Kurznachricht, die ein Endgerät im Mobilfunknetz empfängt, wird als SM MT (Short Message Mobile Terminated) bezeichnet. Die dabei ausgelösten Prozesse sind:
- Die auszuliefernde Nachricht liegt im SMS-SC vor
- Das SMS-SC leitet die Nachricht an ein SMS-GMSC (SMS-Gateway MSC) weiter
- Das SMS-GMSC holt beim HLR des Zielteilnehmers Informationen über den zu verwendenden Nachrichtenweg ein
- Das SMS-GMSC liefert die Nachricht beim zuständigen MSC ab
- Das MSC holt Informationen beim VLR über den empfangenden Teilnehmer ein. Diese können aus Hinweisen über Sperren des Teilnehmers oder gebuchten Zusatzdiensten bestehen
- Falls die empfangenen Informationen dem nicht entgegenstehen liefert das MSC die Nachricht an den Endteilnehmer aus
- Das Endgerät erzeugt auf Anforderung eine Empfangsquittung
- Das MSC leitet die Empfangsquittung an das SMS-GMSC weiter
- Das SMS-GMSC leitet die Empfangsquittung an das SMS-SC weiter
- Das SMS-SC erzeugt eine Zustellbestätigung für den ansendenden Teilnehmer. Diese wird auf dem gleichen Weg wie eine normale Kurznachricht zugestellt

Kurznachrichten können auch von einem Netzelement im IP-Netzwerk an ein SMS-SC mit den Protokollen UCP oder SMPP weitergeleitet werden. Diese Möglichkeit wird von Mobilfunkbetreibern genutzt, um automatisch generierte Kurznachrichten zur Information oder im Rahmen von Mehrwertdiensten an Mobilfunkteilnehmer zu versenden.

## Übertragungsprotokolle für Kurznachrichten
Für die Übertragung der Kurznachrichten hat das Europäische Institut für Telekommunikationsnormen (englisch European Telecommunication Standards Institute, ETSI) folgende Netzwerkprotokolle standardisiert.
- Short Message Peer to Peer (SMPP)
- Computer Interface to Message Distribution (CIMD)[6] von Nokia
- External Machine Interface/Universal Computer Protocol (EMI/UCP) von Logica
- Open Interface Specification (OIS) der Specialty Equipment Manufacturers Association (SEMA)
- Telecator Alphanumeric Protocol (TAP) von Motorola